# Verena Krieger
Verena Krieger (* 18. Oktober 1961 in Erlangen) ist eine deutsche Kunsthistorikerin und ehemalige Politikerin (Die Grünen).

## Leben

Verena Krieger auf der Bundesdelegiertenversammlung der Grünen in Duisburg, 1989

Nach dem Abitur am Oberstufenkolleg in Bielefeld studierte Verena Krieger an der Ruhr-Universität Bochum Kunstgeschichte, Geschichte und Philosophie. Schon als Schülerin war sie in der Frauen- und Friedensbewegung aktiv, 1980 gehörte sie zu den Gründungsmitgliedern der Grünen. 1980 bis 1982 gehörte sie dem nordrhein-westfälischen Landesvorstand der Partei an. 1987 zog sie über die nordrhein-westfälische Landesliste in den Bundestag ein. Sie war die jüngste Abgeordnete der 11. Wahlperiode und ordentliches Mitglied des Ausschusses für Jugend, Familie, Frauen und Gesundheit. Auf dem Parteitag in Duisburg am 3. bis 5. März 1989 wurde sie neben Ralf Fücks und Ruth Hammerbacher zur Parteisprecherin (Vorsitzenden) gewählt und legte aufgrund der damals bei den Grünen geltenden Unvereinbarkeit von Amt und Mandat am 4. April 1989 ihr Bundestagsmandat nieder.
Als Mitbegründerin und Sprecherin der Bundes-Frauen-Arbeitsgemeinschaft (BAG Frauen) der Grünen repräsentierte Verena Krieger die Feministinnen in den Grünen. Außerdem gehörte sie dem linken Parteiflügel (Ökosozialisten) an. Ende 1990 verließ sie die Partei, wurde als freie Publizistin tätig und kehrte an die Universität zurück.
1996 wurde sie an der Ruhr-Universität Bochum mit einer Arbeit über die Bedeutung der Ikonenmalerei für die Russische Avantgarde promoviert. 2004 habilitierte sie sich an der Universität Stuttgart im Fach Kunstgeschichte. In den Jahren 2004 bis 2008 bekleidete sie Gast- und Vertretungsprofessuren an den Universitäten Bern, Jena und München sowie an der Hochschule für Gestaltung in Karlsruhe. Von 2008 bis 2011 war sie Universitäts-Professorin an der Universität für angewandte Kunst Wien. Seit 2011 hält sie den Lehrstuhl für Kunstgeschichte im Institut für Kunst- und Kulturwissenschaften an der Friedrich-Schiller-Universität Jena.
Der Schwerpunkt ihrer wissenschaftlichen Arbeit ist die moderne und zeitgenössische Kunst. Hier forscht sie insbesondere zu den Themen Ambiguität (in) der Kunst, Collage/Montage, Denkmal und Erinnerungskultur, Europäische Avantgarden, Konzepte des Künstlers und der künstlerischen Kreativität, Politik der Kunst, Visualisierung von Ungeborenen sowie Zeitlichkeit in der Kunst. Außerdem forscht sie zu Aspekten der Kunst und Kunsttheorie der Frühen Neuzeit – insbesondere zu Geschlechterkonstruktionen und Konzepten des Künstlertums – sowie zu Methodenfragen der Kunstgeschichte.
Verena Krieger ist auch als Kuratorin zeitgenössischer Kunst tätig. Seit 2011 veranstaltet der Lehrstuhl für Kunstgeschichte zusammen mit dem Jenaer Kunstverein e. V. und mit Studierenden jährlich den FrommannschenSkulpturenGarten auf dem Parkgelände des Frommannschen Anwesens. In Reaktion auf die Enthüllung des NSU realisierte sie, ebenfalls in Kooperation mit dem Jenaer Kunstverein e. V. und Studierenden, im Jahr 2013 das Ausstellungsprojekt „BrandSchutz//Mentalitäten der Intoleranz“, bei dem 21 künstlerische Positionen an zehn Orten über das Zentrum Jenas verteilt öffentlich zugänglich präsentiert wurde. Die Ausstellung wurde durch zahlreiche Veranstaltungen begleitet. 2018 kuratierte Verena Krieger den künstlerischen Wettbewerb für ein dezentrales Denkmal für den jüdischen Rechtswissenschaftler Eduard Rosenthal (Botho-Graef-Kunstpreis der Stadt Jena). Realisiert wurde der Wettbewerbsvorschlag „Erkundungsbohrungen“ des Künstlerduos Horst Hoheisel und Andreas Knitz 2020.

## Werke
Bücher
- Entscheiden. Was Frauen (und Männer) über den § 218 wissen sollten. 1987, ISBN 3-922144-68-3
- Was bleibt von den Grünen? 1991, ISBN 978-3-922144-96-0
- Von der Ikone zur Utopie. Kunstkonzepte der russischen Avantgarde. 1998, ISBN 3-412-07197-8, zugl. Dissertation Univ. Bochum 1996
- Kunst als Neuschöpfung der Wirklichkeit. Die Anti-Ästhetik der russischen Moderne. 2006, ISBN 978-3-412-33605-9, zugl. Habilitationsschrift Univ. Stuttgart
- Was ist ein Künstler? Genie – Heilsbringer – Antikünstler; eine Ideen- und Kunstgeschichte des Schöpferischen. 2007, ISBN 978-3-937111-13-1
- Kunstgeschichte und Gegenwartskunst. Vom Nutzen und Nachteil der Zeitgenossenschaft (Hrsg.), Köln u. a. 2008, ISBN 978-3-412-20256-9
- Metamorphosen der Liebe. Kunstwissenschaftliche Studien zu Eros und Geschlecht im Surrealismus (Hrsg.). Hamburg 2006, ISBN 978-3-8258-9936-3
- Ambiguität in der Kunst. Typen und Funktionen eines ästhetischen Paradigmas (Hrsg. zus. mit Rachel Mader), Böhlau, Köln/Weimar/Wien 2010, ISBN 978-3-412-20458-7
- Die Wiederkehr des Künstlers. Themen und Positionen der aktuellen Künstler/innenforschung (Hrsg. zus. mit Sabine Fastert und Alexis Joachimides), Böhlau, Köln/Weimar/Wien 2011, ISBN 978-3-412-20727-4
- BrandSchutz. Mentalitäten der Intoleranz. Begleitbuch zur Kunstausstellung (Hrsg.), Jena 2013
- Sebastian Jung. Winzerla. Kunst als Spurensuche im Schatten des NSU (Hrsg. zus. mit dem Jenaer Kunstverein e. V.), Kerber, Bielefeld/Berlin 2015, ISBN 978-3-7356-0108-7
- Sebastian Jung. Neue Heimat Paradies. Eine künstlerische Recherche über Geflüchtete, Angekommene und immer schon Dagewesene. (Hrsg. zus. mit Peter Fauser), Kerber, Bielefeld/Berlin 2016, ISBN 3-7356-0300-9.
- When exhibitions become politics. Geschichte und Strategien politischer Kunstausstellungen seit den 1960er Jahren (Hrsg. zus. mit Elisabeth Fritz), Böhlau, Köln/Weimar/Wien 2017, ISBN 978-3-412-50377-2
- Wiederholungstäter. Die Selbstwiederholung als künstlerische Praxis in der Moderne (Hrsg. zus. mit Sophia Stang), Böhlau, Köln/Weimar/Wien 2017, ISBN 978-3-412-50748-0
- BRANDSCHUTZ. Aktuelle künstlerische Strategien gegen intolerante Mentalitäten (Hrsg.), VDG, Weimar 2018, ISBN 978-3-89739-906-8
- „Erkundungsbohrungen“ Ein dezentrales Denkmal für Eduard Rosenthal. Botho-Graef-Kunstpreis Jena (Hrsg. zus. mit Jonas Zipf), VDG, Weimar 2020, ISBN 978-3-89739-943-3
- Die Entdeckung der Nacht. Wirklichkeitsaneignungen im Prozess der europäischen Aufklärung (Hrsg. zus. mit Helmut Hühn), VDG, Weimar 2020, ISBN 978-3-89739-956-3
- Ambige Verhältnisse. Uneindeutigkeit in Kunst, Politik und Alltag (Hrsg. zus. mit Bernhard Groß, Andrea Meyer-Fraatz und Michael Lüthy), transcript, Bielefeld 2021, ISBN 978-3-8376-5065-5
- Kurt W. Streubel. Spielarten abstrakter Kunst in der DDR (Hrsg. zus. mit Andrea Karle), Deutscher Kunstverlag, Berlin/München 2021, ISBN  978-3-422-98723-4

Aufsätze
- Hackert in der Kunstkritik, in: Wolfgang Krönig/Reinhard Wegner, Jakob Philipp Hackert. Der Landschaftsmaler der Goethezeit, Böhlau, Köln/Weimar/Wien 1994, S. 171–195
- Arachne als Künstlerin. Velázquez' Las hilanderas als Gegenentwurf zum neuplatonischen Künstlerkonzept, in: Zeitschrift für Kunstgeschichte, Bd. 65, 2002, S. 545–561
- Die Farbe als 'Seele' der Malerei. Transformationen eines Topos vom 16. Jahrhundert zur Moderne, in: Marburger Jahrbuch für Kunstwissenschaft, Bd. 33, Jg. 2006, S. 91–112
- Zur (Un-) Fruchtbarkeit der Liebe im Surrealismus. Die weibliche Gebärfähigkeit als Kreativitätsparadigma, in: Metamorphosen der Liebe. Kunstwissenschaftliche Studien zu Eros und Geschlecht im Surrealismus, LIT, Hamburg 2006, S. 123–152
- Der Blick der Postmoderne durch die Moderne auf sich selbst. Zur Originalitätskritik von Rosalind Krauss, in: Verena Krieger (Hrsg.), Kunstgeschichte und Gegenwartskunst. Vom Nutzen und Nachteil der Zeitgenossenschaft, Böhlau, Köln/Weimar/Wien 2008, S. 143–161
- „At war with the Obvious“ – Kulturen der Ambiguität. Historische, psychologische und ästhetische Dimensionen des Mehrdeutigen, in: Verena Krieger/Rachel Mader (Hrsg.), Ambiguität in der Kunst. Typen und Funktionen eines ästhetischen Paradigmas, Böhlau, Köln/Weimar/Wien 2010, S. 13–49
- Transzendenz der Zeit. Bildkonzepte absoluter Gegenwärtigkeit in der Kunst der klassischen Moderne, in: Michael Gamper/Helmut Hühn (Hrsg.), Zeit der Darstellung. Ästhetische Eigenzeiten in Kunst, Literatur und Wissenschaft, Wehrhahn, Hannover 2014, S. 109–136
- Paradoxien einer Kunstgeschichte der Gegenwart, in: Kunstchronik, H. 7, 2015, S. 396–401
- Mentalitäten der Intoleranz als Herausforderung zeitgenössischer Kunst. BrandSchutz in Jena 2013, in: Verena Krieger/Elisabeth Fritz (Hrsg.), „When exhibitions become politics“. Geschichte und Strategien der politischen Kunstausstellung seit den 1960er Jahren, Böhlau, Köln/Weimar/Wien 2017, S. 65–93
- Montage as a Form of Resistant Aesthetics Today, in: Deborah Asher Barnstone/Elizabeth Otto (Hrsg.), Art and Resistance in Germany, Bloomsbury, London 2018, S. 231–252
- Modes of Aesthetic Ambiguity in Contemporary Art. Conceptualizing Ambiguity in Art History. In: Frauke Berndt/Lutz Koepnik (Hrsg.): Ambiguity in Contemporary Art and Theory. Zeitschrift für Ästhetik und allgemeine Kunstwissenschaft. Sonderheft 2018, S. 61–105.
- Ambiguität & Engagement. Zur Problematik politischer Kunst in der Moderne, in: Vanessa Höving/Katja Holweck/Thomas Wortmann (Hrsg.), Christoph Schlingensief Resonanzen, edition text + kritik, München 2020, S. 69–99
- Projektion – Introspektion – Imagination. Visualisierungen der Leibesfrucht in der Kunst der klassischen Moderne, in: Daniel Hornuff/Heiner Fangerau (Hrsg.), Visualisierung des Ungeborenen. Interdisziplinäre Perspektiven, Fink, München 2020, S. 109–143
- Denkmäler gegen rechte Gewalt und Rassismus in Deutschland: 1922–2022, in: Rassismus Macht Vergessen. Von München über den NSU bis Hanau: Symbolische und materielle Kämpfe entlang rechten Terrors, hrsg. von Onur Suzan Nobrega, Matthias Quent und Jonas Zipf, transcript, Bielefeld 2021, S. 379–397
- Steigert Kunst die Ambiguitätskompetenz? Potenziale ästhetischer Ambiguität von Picasso bis zum Zentrum für Politische Schönheit, in: Ansgar Schnurr/Sabine Dengel/Julia Hagenberg/Linda Kelch (Hrsg.), Mehrdeutigkeit gestalten. Ambiguität und die Bildung demokratischer Haltungen in Kunst und Pädagogik, transcript, Bielefeld 2021, S. 99–124